# 권 (성씨)
권(權)씨는 한국의 성씨이다. 본관은 크게 안동(安東), 예천(醴泉) 2본이다. 2015년 대한민국 통계청 인구 조사에서 705,941명으로 조사되어 한국의 성씨 인구 15위이다.

## 안동 권씨
안동 권씨(安東 權氏) 시조 권행(權幸)이 930년(고려 태조 13년) 고창군(古昌郡)에서 김선평(金宣平), 장길(張吉)과 함께 후백제군을 격파하고 고려 개국에 공을 세워 대상(大相)으로 임명되었다. 《고려사》에는 흔행(昕幸)으로도 기록되어 있다. 하지만 족보에서는 본성이 신라 종성인 김(金)이었으나, 고려 태조는 그의 전공을 치하하며 "정세를 밝게 판단하고 권도를 잘 취하였다.(能炳幾達權)"라며 권(權)씨 성을 사성하였다고 한다. 권행(權幸)이 고려 태조를 도운 공으로 고창군(古昌郡)은 안동부(安東府)로 승격되었다.
9세손 권중시(權仲時)의 아들 권수평(權守平)이 고려 고종 때 추밀원부사를 역임하였다. 권수평의 증손인 권부(權溥)가 영가부원군(永嘉府院君)에 봉해졌고, 그의 아들 5형제도 모두 군(君)에 봉해졌다.
첨의평리(僉議評理) 권책(權頙)의 아들 권한공(權漢功)은 고렬 충렬왕 때 과거에 급제하여 도첨의정승(都僉議政丞)에 이르렀고, 예천부원군(醴泉府院君)에 봉해졌다. 
2015년 안동 권씨 인구는 696,317명이다.

## 예천 권씨
예천 권씨(醴泉權氏)는 안동대도호부 예천군의 토성(土姓)인 흔(昕)씨였으며, 호장(戶長)을 세습하였다. 《고려사(高麗史)》에 백제의 장군 흔강(昕康), 929년(태조 12년) 원윤(元尹) 흔평(昕平), 930년(태조 13년) 흔행(昕幸), 936년(태조 19년) 흔악(昕岳) 등이 기록되어 있고, 태조 24년 예천 명봉사 능운 탑비에 원윤 흔휘(昕暉), 현종 2년 예천 개심사(開心寺) 5층 석탑기에 광군 흔경(昕京) 등의 기록이 있다.
《고려사》에 따르면 1198년(고려 신종(神宗) 원년)에 명종(明宗)의 구휘(舊諱)을 피하여 흔씨(昕氏)에게 권(權)으로 성(姓)을 고쳐 주었다고 한다.
《예천권씨세보(醴泉權氏世譜)》에 시조 흔적신(昕廸臣)이 고려 중엽 보승별장을 지냈다. 6세손 흔섬(昕暹)이 예빈경(禮賓卿)을 지냈는데, 고려 충목왕(忠穆王)의 이름이 흔(昕)이라서 국명(國命)에 의해 성(性)을 권(權)으로 개성하였다고 한다. 
권섬(權暹)의 증손인 권맹손(權孟孫)이 1408년(조선 태종 8년) 식년문과에 급제하였고, 중추원부사(中樞院副使)에 이르렀다.
2015년 예천 권씨 인구는 4,531명이다.

## 같이 보기
- 한국의 성씨와 이름